# A meztelen Juliet
A meztelen Juliet (eredeti cím: Juliet, Naked) 2018-ban bemutatott amerikai romantikus filmvígjáték, melyet Jesse Peretz rendezett Nick Hornby 2009-es, azonos című regénye alapján. A film premierje 2018. január 19-én volt a Sundance Filmfesztiválon. Az Amerikai Egyesült Államokban 2018. augusztus 17-én mutatták be, Magyarországon október 11-én az InterCom Zrt. jóvoltából.

## Cselekmény
Annie egy London melletti kis brit faluban él. Az elmúlt 15 évben Duncannal volt párkapcsolatban, aki soha nem hagyja abba a beszélgetést a szenvedélyéről - az obskurus rocker Tucker Crowe-ról, aki évek óta nem adott ki új zenét és nem lépett fel élőben. Rose-nak őszintén szólva elege van abból, hogy Tucker Crowe-ról halljon, és Duncanből is kezd elege lenni.
Amikor megjelenik egy akusztikus demó Tucker 25 évvel ezelőtti slágerlemezéről, Duncan el van ragadtatva, és elismerő kritikát tesz közzé Tucker Crowe rajongói oldalán. Annie meghallgatja a felvételt, és teljesen lenyűgözve érzi magát. Viszont ír egy lesújtó kritikát az albumról, ami arra készteti a szerény Tuckert, hogy írjon neki egy e-mailt, amelyben közli, hogy egyetért az értékelésével. Levelezni kezdenek, és mesélnek egymásnak az életükről. Tucker a kisfia nevelésének szenteli az életét, de egy angliai utazást tervez, és szeretne találkozni Annie-vel, aki megdöbbenve veszi tudomásul a fordulatot.

## Szereplők
| Szerep                    | Színész          | Magyar hang          |
| ------------------------- | ---------------- | -------------------- |
| Annie Platt               | Rose Byrne       | Bognár Anna          |
| Tucker Crowe              | Ethan Hawke      | Kaszás Gergő         |
| Duncan Thomson            | Chris O’Dowd     | Csík Csaba Krisztián |
| Jackson, Tucker fia       | Azhy Robertson   | Gáll Dávid           |
| Ros Platt, Annie nővére   | Lily Brazier     | Nádasi Veronika      |
| Lizzie, Tucker lánya      | Ayoola Smart     | Lamboni Anna         |
| Carly                     | Lily Newmark     | Hermann Lilla        |
| Gina                      | Denise Gough     | Kiss Virág Magdolna  |
| Cat, Tucker exe           | Eleanor Matsuura |                      |
| Carrie, Tucker exe        | Megan Dodds      |                      |
| Grace                     | Emma Paetz       |                      |
| Elliott                   | Jimmy O. Yang    |                      |
| Terry Barton polgármester | Phil Davis       | Harsányi Gábor       |

### Magyar változat
- Magyar szöveg: Monory Csaba Bulcs
- Hangmérnök és vágó: Markovics Péter
- Gyártásvezető: Farkas Márta
- Szinkronrendező: Nikodém Gerda
- Produkciós vezető: Jávor Barbara

A szinkront a Direct Dub Studios készítette el.

## Megjelenés
A Lions Gate Entertainment és testvércége, a Roadside Attractions megszerezte a film amerikai forgalmazási jogait, és a filmet 2018. augusztus 17-én mutatták be a kiválasztott mozikban, az országos bemutatója pedig 2018. augusztus 31-én volt.

## Fogadtatás
A Rotten Tomatoes kritika-gyűjtő weboldalon a film 153 kritika alapján 83%-os tetszést aratott, és 6,8/10-es átlagértékelést kapott. A weboldal kritikai konszenzusa szerint: "A meztelen Juliet kissé ismerős történetét a bájos színészek kiemelkedő munkája emel ki, élükön a jól összeillő Rose Byrne és Ethan Hawke." A Metacritic-on 33 kritika alapján a film átlagosan 67 pont a 100-ból, ami "általánosságban pozitív kritikát" jelent.

## Fordítás
- Ez a szócikk részben vagy egészben  a   Juliet, Naked (film) című angol Wikipédia-szócikk fordításán alapul.  Az eredeti cikk szerkesztőit annak laptörténete sorolja fel. Ez a jelzés csupán a megfogalmazás eredetét és a szerzői jogokat jelzi, nem szolgál a cikkben szereplő információk forrásmegjelöléseként.